# Norma Oficial Mexicana

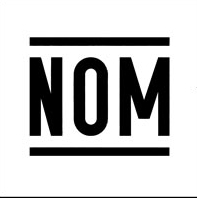
Contraseña oficial

El término Norma Oficial Mexicana (NOM) se aplica a cada una de las regulaciones cuyo principal objetivo es el fomento de la calidad para el desarrollo económico. Se consideran reglamentos técnicos de observancia obligatoria y son expedidas por las dependencias normalizadoras de México a través de los Comités Consultivos Nacionales de Normalización que tienen su fundamento en la Ley de Infraestructura de la Calidad (LIC).
Las Normas Oficiales Mexicanas establecen reglas, especificaciones, atributos, directrices, características o prescripciones aplicables a un producto, proceso, instalación, sistema, actividad, servicio o método de producción u operación, así como aquellas relativas a la terminología, la simbología, el embalaje, el marcado o el etiquetado y las que se refieran a su cumplimiento o aplicación.
Los productos y servicios que cumplan con las Normas Oficiales Mexicanas pueden hacer uso de la Contraseña Oficial o sello NOM, regulado mediante la Norma Oficial Mexicana NOM-106-SCFI-2017.

## Dependencias normalizadoras
En México, las Normas Oficiales Mexicanas son expedidas por las secretarías de Estado, que conforme a sus ordenamientos jurídicos pueden expedirlas y vigilarlas.

## Objetivos de las Normas Oficiales Mexicanas
Las Normas Oficiales Mexicanas son elaboradas con el objeto de preservar un objetivo legítimo para el país, en particular para: las personas, la fauna animal o vegetal, la salud y la conservación ambiental entre otros.
Antes estos objetivos se encontraban regulados en la Ley Federal sobre Metrología y Normalización de México (ver art. 40), pero fue abrogada el 1 de julio del 2020 por la Ley de Infraestructura de la Calidad.
En la Ley de Infraestructura de la Calidad, artículo 4°, fracción XVI se define:

Norma Oficial Mexicana:  a la regulación técnica de observancia obligatoria expedida por las Autoridades Normalizadoras competentes cuyo fin esencial es el fomento de la calidad para el desarrollo económico y la protección de los objetivos legítimos de interés público previstos en este ordenamiento, mediante el establecimiento de reglas, denominación, especificaciones o características aplicables a un bien, producto, proceso o servicio, así como aquéllas relativas a terminología, marcado o etiquetado y de información. Las Normas Oficiales Mexicanas se considerarán como Reglamentos Técnicos o Medidas Sanitarias o Fitosanitarias, según encuadren en las definiciones correspondientes previstas en los tratados internacionales de los que el Estado Mexicano es Parte.

Y en el artículo 10 se observan los objetivos legítimos para el país.

Artículo 10. Las Normas Oficiales Mexicanas tienen como finalidad atender las causas de los problemas identificados por las Autoridades Normalizadoras que afecten o que pongan en riesgo los objetivos legítimos de interés público.

Para efectos de esta Ley, se consideran como objetivos legítimos de interés público:

I.        la protección y promoción a la salud;

II.       la protección a la integridad física, a la salud, y a la vida de los trabajadores en los centros de trabajo;

III.       la protección a la producción orgánica, de organismos genéticamente modificados, sanidad e inocuidad agroalimentaria, acuícola, pesquera, animal y vegetal;

IV.      la seguridad alimentaria;

V.       la educación y cultura;

VI.      los servicios turísticos;

VII.      la seguridad nacional;

VIII.     la protección al medio ambiente y cambio climático;

IX.      el uso y aprovechamiento de los recursos naturales;

X.       el sano desarrollo rural y urbano;

XI.      las obras y servicios públicos;

XII.      la seguridad vial;

XIII.     la protección del derecho a la información;

XIV.    la protección de las denominaciones de origen;

XV.     y cualquier otra necesidad pública, en términos de las disposiciones legales aplicables.

Asimismo, se considera como un objetivo legítimo de interés público el cumplimiento con aquéllos señalados en los acuerdos y tratados internacionales suscritos por el Estado Mexicano.

## Catálogo de Normas Oficiales Mexicanas
El listado de las Normas Oficiales Mexicanas puede ser consultado en la página del Sistema Integral de Normalización y Evaluación de la Conformidad (SINEC) de la Secretaría de Economía.

## Contenido de las Normas Oficiales Mexicanas
En general las normas oficiales mexicanas pueden contener uno o varios de los siguientes puntos:
- Código y objetivo. - La denominación de la norma y su clave o código, así como las finalidades de la misma.
- Alcance. - La identificación del producto, servicio, método, proceso, instalación o, en su caso, del objeto de la norma conforme a lo dispuesto en el artículo 40 de la LFMN.
- Especificaciones y características. - Las especificaciones y características que correspondan al producto, servicio, método, proceso, instalación o establecimientos que se establezcan en la norma en razón de su finalidad.
- Métodos de Prueba. - Los métodos de prueba aplicables en relación con la norma y en su caso, los de muestreo.
- Información comercial. - Los datos y demás información que deban contener los productos o, en su defecto, sus envases o empaques, así como el tamaño y características de las diversas indicaciones.
- Bibliografía. - La bibliografía que corresponda a la norma.
- Concordancia. - El grado de concordancia con normas y lineamientos internacionales y con las normas mexicanas tomadas como base para su elaboración.
- Vigilancia. - La mención de la o las dependencias federales que vigilarán el cumplimiento de las normas cuando exista concurrencia de competencias.
- Procedimiento para la evaluación de la conformidad. - Determinar si la norma será verificable o certificable, para ello se deben consultar las políticas y procedimientos para la evaluación de la conformidad de la Secretaría de Economía, así como las normas internacionales aplicables.